# Centaurea legionis-septimae
Centaurea legionis-septimae là một loài thực vật có hoa trong họ Cúc. Loài này được Fern.Casas & Susanna mô tả khoa học đầu tiên năm 1985.